# 清水酒造
清水酒造（しみずしゅぞう）は、神奈川県相模原市緑区に本社を置く酒造メーカー。宝暦年間（1750年代）に創業した。1998年（平成10年）時点で神奈川県に16社あった酒造メーカーのうち、もっとも古い歴史を持つ酒造会社である。

## 代表銘柄
- 巌乃泉（）
  - 巌乃泉大吟醸 - 原料米は山田錦。精米歩合35パーセント、日本酒度プラス3.5、酸度1.3、アルコール分15.7度[3]。
  - 巌乃泉本醸造 - 原料米は雄町・アケボノ。精米歩合65パーセント、酸度1.5、アルコール分15～16度[4]。

## 歴史

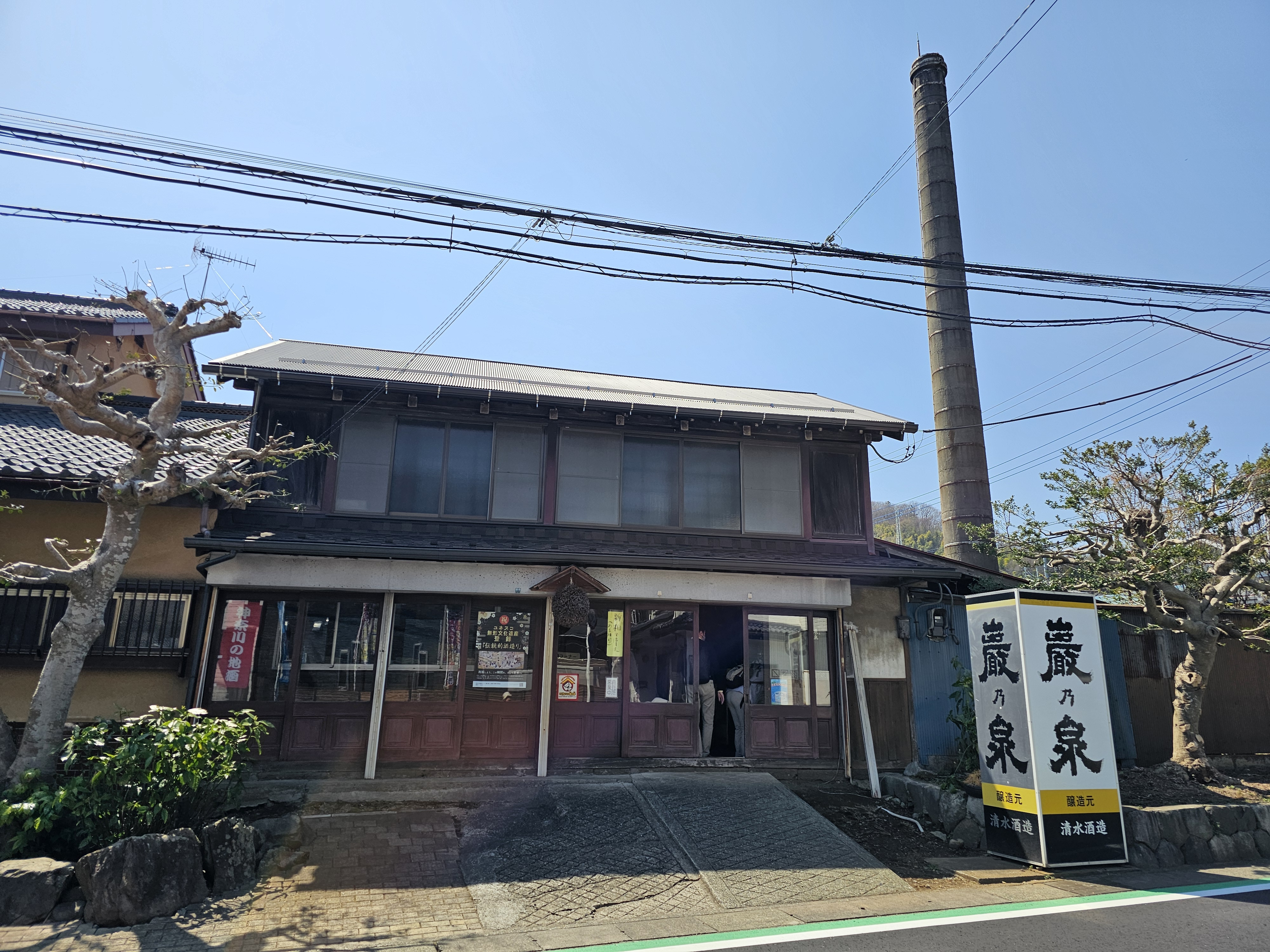
清水酒造

清水家の本家は半農半士の八王子千人同心であり、初代が分家して酒造りを始めた。
創業は宝暦元年（1751年）とされているが、宝暦は初代が亡くなった元号であるため、元禄の創業である可能性もある。創業の地は相模原の相原であり、相原は当時「蔵屋敷」という地名で酒蔵が4軒あったそうである。
その後、さらに良い水を求めて、1867年（明治初年）、6代目の時に津久井に移ってきた。津久井における酒蔵のある場所は、天明7年に起きた「土平治の騒動（どへいじのそうどう）」に伴い廃屋となっていた醤油屋を買いとった土地であるとのことである。
津久井の地で、本格的な酒造業として登録したのが1877年（明治10年）。この当時は、升の中に一の字を書いて「イチマス」という銘柄をつくっていた。
このイチマスは、8代目当主の名であった巖にちなんで、現在の代表銘柄である「巖乃泉」に変わる。
法人化して株式会社になったのは1954年（昭和29年）。

## 特徴

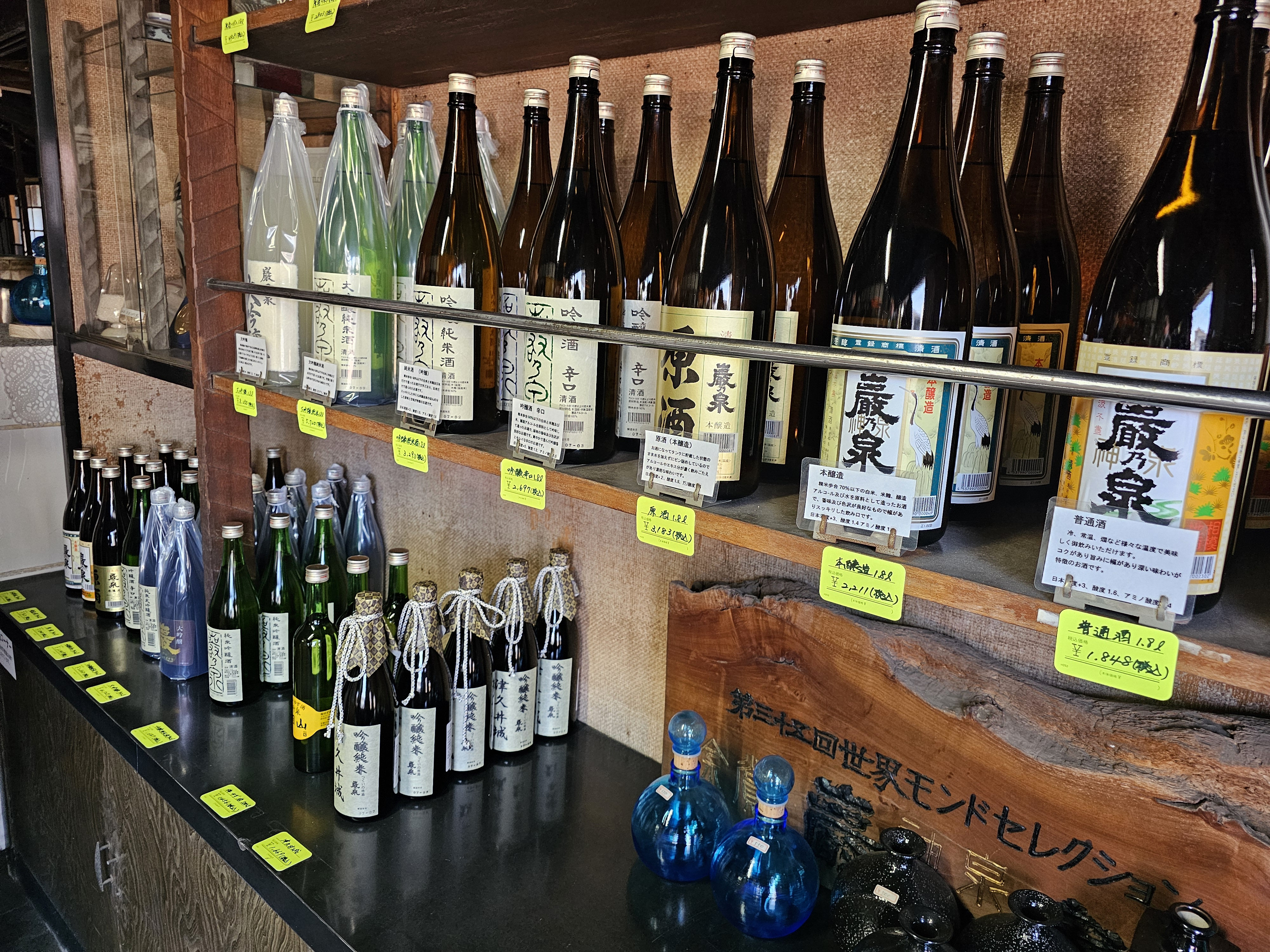
商品棚

9代目当主の社長・清水太郎は1990年代、神奈川新聞社の取材に対し「しばらくしたらまた飲みたくなるような酒、いわゆる〈尻がはねる〉〈尻ピン〉の酒を目指している」とその醸造方針を述べ、ライトタイプの酒を得意とする。
仕込みに使う水は、良質な水の確保に特に気を遣い、かつては1代ごとに1本の井戸を掘った。9代目の1990年代には、仕込みに使う水は、約50メートル地下からくみ上げた硬度2.4の軟水で、無菌状態まで精製して使用する。
米は主には兵庫県産の山田錦を使用し、外硬内柔と称される蒸米の工程を行い、雑味が少なく香り高い酒に仕上げる。

## 評価
「巌乃泉大吟醸」は、2003年（平成5年）度の全国新酒鑑評会金賞、モンドセレクションのゴールドメダルを1990年代に3年連続受賞、受賞実績において日本を代表する銘柄のひとつに数えられる。

## 現地情報
所在地
神奈川県相模原市緑区中野1322
アクセス
神奈川中央交通バス バス停「奈良井」横すぐ